# Волгина, Инна Аркадьевна
Инна Аркадьевна Волгина (3 мая 1968 — 24 июня 2021) — российская актриса театров «Балтийский дом» и «Русская антреприза» имени Андрея Миронова.

## Биография
Инна Волгина родилась 3 мая 1968 года в Ленинграде в семье актёров Александринского театра: заслуженного артиста РСФСР Аркадия Наумовича Волгина (род. 1939) и Елизаветы Аркадьевны Волгиной (Миллер) (род. 1937).

### Образование
В 1989 году окончила Ленинградский государственный институт театра, музыки и кинематографии по классу профессора Л. А. Додина.

### Личная жизнь
Муж — Валерий Соловьёв, актёр театра, кино и дубляжа. 
Дочь — Дарья Соловьёва (род. 1995), актриса.

### Карьера
С 1990 года являлась актрисой Санкт-Петербургского театра «Балтийский дом», а с 2002 года — театра имени Андрея Миронова. В театре Балтийский дом сыграла Алёнушку в «Аленьком цветочке», Татьяну Ларину в «Евгении Онегине», Роксану в «Сирано де Бержераке», Марью Антоновну в «Ревизоре». Дебют актрисы на экране состоялся в 2005 году в сериале «Sказка о Sчастье». В кино сыграла всего 8 ролей.
В 2014 году получила Российскую национальную актёрскую премию имени Андрея Миронова «Фигаро» в номинации «Лучшие из лучших».
Скоропостижно скончалась 24 июня 2021 года на 54-м году жизни. Прощание с актрисой прошло 26 июня в театре «Балтийский дом», после чего тело было кремировано. Похоронена на Георгиевском (Большеохтинском) кладбище Санкт-Петербурга.

### Роли в театре имени Андрея Миронова
| 2002 | Кристиан М. Ламуре «Моя парижанка» (Премьера состоялась 22 апреля 2002 года)                                                          |
| 2003 | Флоренс Т. Стоппард «Входит свободный человек». (Премьера состоялась 24 апреля 2003 года)                                             |
| 2004 | Сорель Н. Коуард «Сенная лихорадка» (Премьера состоялась 1 мая 2004 года)                                                             |
| 2009 | Зинаида Васильевна Л. Андреев «Дни нашей жизни» Премьера состоялась 30 декабря 2009 года                                              |
| 2009 | Арина Леонтьевна, купчиха из Орла, хозяйка дома Н. Лесков. «Грабёж» Премьера состоялась 14 июля 2009 года                             |
| 2010 | Паола А. де Бенедетти «Паола и львы» ("Сублимация любви") (Премьера состоялась 17 апреля 2010 года)                                   |
| 2011 | Апполинария Антоновна А. Н. Островский. „Красавец-мужчина“. (Премьера состоялась 29 октября 2011 года)                                |
| 2012 | Первая придворная дама Е. Шварц „Голый король“. (Премьера состоялась 22 декабря 2012 года)                                            |
| 2016 | Клавдия, постоялка Бобиха, торговка старыми вещами М. Горький. „Фальшивая монета“. (Премьера состоялась 24 декабря 2016 года)         |
| 2017 | Аспазия Бопертюи Э. Лабиш, Н. Шереметев „Соломенная шляпка“. (Премьера состоялась 23 декабря 2017 года)                               |
| 2021 | Исабель П. Кальдерон. „Дама-привидение“. (вынужденно прервав репетиции, актриса ушла из жизни ровно за месяц до назначенной премьеры) |